# Новоискитимск
Новоискити́мск — посёлок в Кемеровском районе Кемеровской области. Входит в состав Ягуновского сельского поселения.

## География
На севере Новоискитимск граничит с городом Кемерово, на западе — с посёлком Плешки города Кемерово.
Фактически является частью столицы региона. 
Возле посёлка находится крупнейшее кладбище Кемеровской области — «Центральное № 2»
Центральная часть населённого пункта расположена на высоте 180 метров над уровнем моря.
улицы
Берёзовая, Брестский переулок, Загородная, Зелёная, Майская, Макарова, Молодёжная, Новая, Октябрьская, Совхозная, Строителей, Центральная, Юбилейная.

## История
В 1975 г. Указом Президиума ВС РСФСР поселок базы «Заготскот» переименован в Новоискитимск.

## Население
| 2010 |
| ---- |
| 1168 |

## Инфраструктура
Было развито сельское хозяйство, животноводство. Личное подсобное хозяйство.

## Транспорт
Аэропорт Кемерово находится примерно в 3 км. к востоку. 